# Косвож (приток Содзима)
Косвож — река в России, протекает на северо-западе Удорского района Республики Коми. Правый приток реки Содзим.
Длина реки составляет 12 км.
Вытекает из болота. Течёт по лесной болотистой местности. Генеральным направлением течения является юго-запад.
Именованные притоки:
- Косвожъёль (правый)[6][5].

## Данные водного реестра
По данным государственного водного реестра России относится к Двинско-Печорскому бассейновому округу, водохозяйственный участок реки — Мезень от истока до водомерного поста у деревни Малонисогорская. Речной бассейн реки — Мезень.
Код объекта в государственном водном реестре — 03030000112103000047481.